# Nemania gwyneddii
Nemania gwyneddii är en svampart som först beskrevs av Whalley, R.L. Edwards & S.M. Francis, och fick sitt nu gällande namn av Zdeněk Pouzar 1985. Nemania gwyneddii ingår i släktet Nemania och familjen kolkärnsvampar.   Inga underarter finns listade i Catalogue of Life.